# Домашевский, Станислав
Станислав Видлица Домашевский (около 1600—1667) — государственный и военный деятель Речи Посполитой, подсудок земли лукувской (1648), староста лукувский, каштелян саноцкий (1661—1663) и любельский (1663—1667), командир панцирной хоругви (1658), один из организаторов и участников Тышовецкой конфедерации.

## Биография
Представитель польского дворянского рода Домашевских герба «Нечуя».
В 1626—1629 и 1655—1660 годах Станислав Домашевский участвовал в войнах Речи Посполитой со Швецией, в 1649—1651 годах — в военных действиях против восставших  казаков Б. Хмельницкого.
В 1655 году Станислав Домашевский стал одним из организаторов и участников Тышовецкой конфедерации, созданной польскими магнатами и шляхтой против шведских захватчиков.
В 1648 году С. Домашевский был избран послом (депутатом) от Люблинского воеводства на элекционный сейм, где поддержал кандидатуру Яна Казимира Вазы на польский королевский престол.
От Люблинского воеводства он неоднократно избирался депутатом на сеймы (1649, 1650, 1652, 1653, 1654, 1655, 1658, 1659, 1661 и 1662 годы).

## Семья
Был женат на Иоанне Леженской, от брака с которой у него было четверо сыновей:
- Феликс
- Пётр
- Эразм
- Казимир